# Нека Сила буде са тобом
Нека сила буде са тобом (енгл. May the Force be with you) је фраза искоришћена је у филму Ратови звезда — епизода IV: Нова нада. Такође је искоришћена у филму Ратови звезда — епизода III: Освета сита, који је био последњи филм трилогије преднаставака. Овај израз су исто тако користили Хан Соло и Оби-Ван Кеноби.
Ова реченица је 2005. била изабрана као осма на листи Америчког филмског института.
Парономазија слогана „May the Force be with you” као и „May the Fourth be with you” је довела до избора 4. маја као Дана Ратова звезда.